# Arctosa maculata
Arctosa maculata este o specie de păianjeni din genul Arctosa, familia Lycosidae. A fost descrisă pentru prima dată de Otto Hahn în anul 1822. Conform Catalogue of Life specia Arctosa maculata nu are subspecii cunoscute.